# Sara Globočnik
Sara Globočnik, slovenska alpska smučarka, * 22. junij 1990. 
Globočnik je bila članica kluba SK Olimpija. Nastopila je na svetovnih mladinskih prvenstvih v letih 2009 in 2010, toda v dveh nastopih v slalomu in enem v veleslalomu je odstopila. V svetovnem pokalu je nastopila edinkrat 17. januarja 2010 na slalomu za Zlato lisico v Kranjski Gori, kjer se ni uvrstila v drugo vožnjo.